# Luscinia svecica
Il pettazzurro (Luscinia svecica (Linnaeus, 1758)) è un uccello passeriforme della famiglia dei Muscicapidi.

## Descrizione

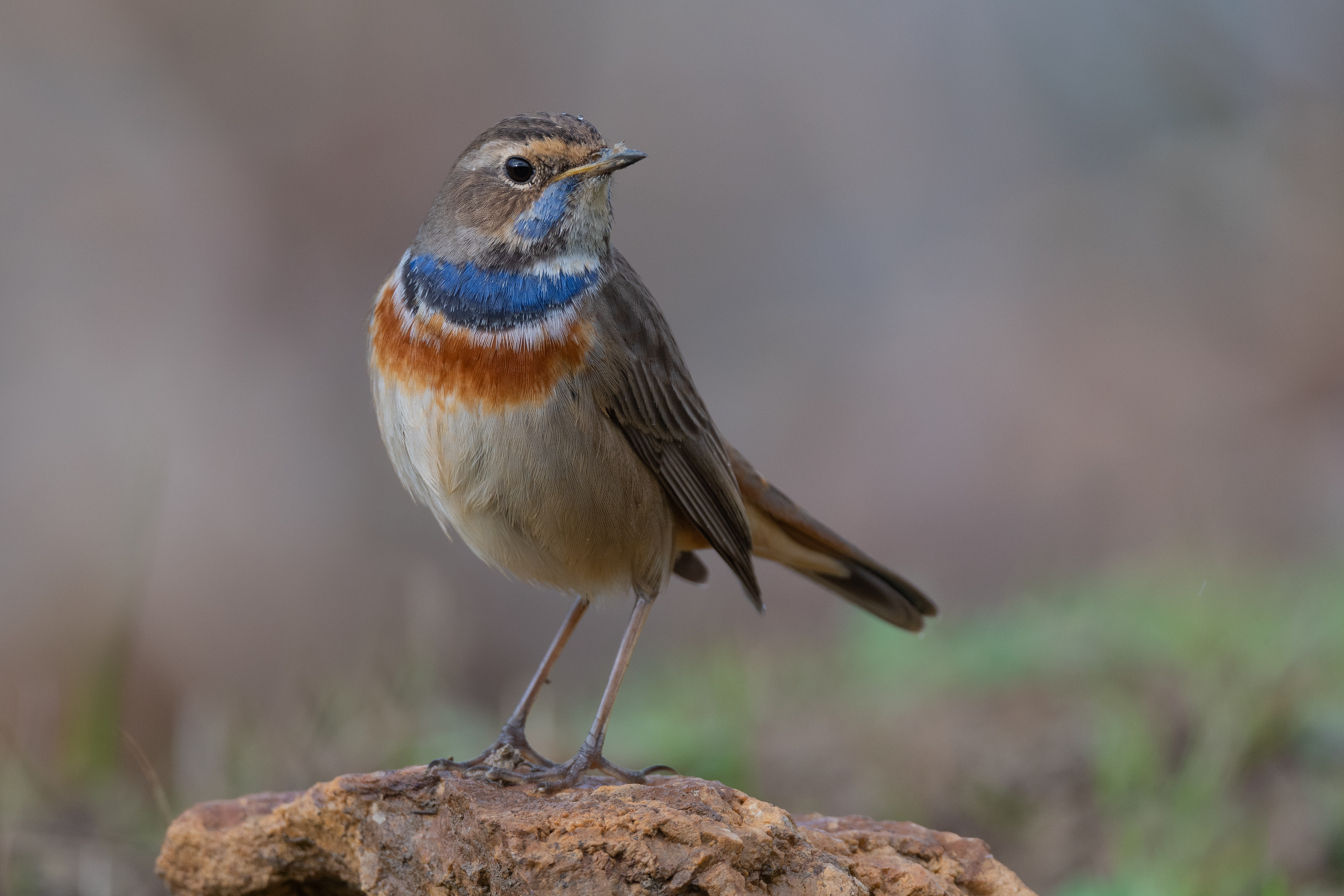
Pettazzurro.

Сome dice anche il nome, la caratteristica principale del maschio è una macchia azzurra che va dal sottogola fino al petto e lo differenzia dalla femmina; cioè il dimorfismo sessuale è evidente. Il ventre ed il fianco sono giallini, quasi color avana, dorso ed ali marrone. Molto caratteristiche anche le timoniere che hanno le punte nere, mentre le parti superiori laterali sono rosse, e le centrali come il groppone sono marroni. La taglia è di 14 cm, per circa 20 grammi di peso.

## Biologia

### Alimentazione
Mangia principalmente insetti che riesce a prendere anche in volo, ma non disdegna bacche e larve.

### Riproduzione

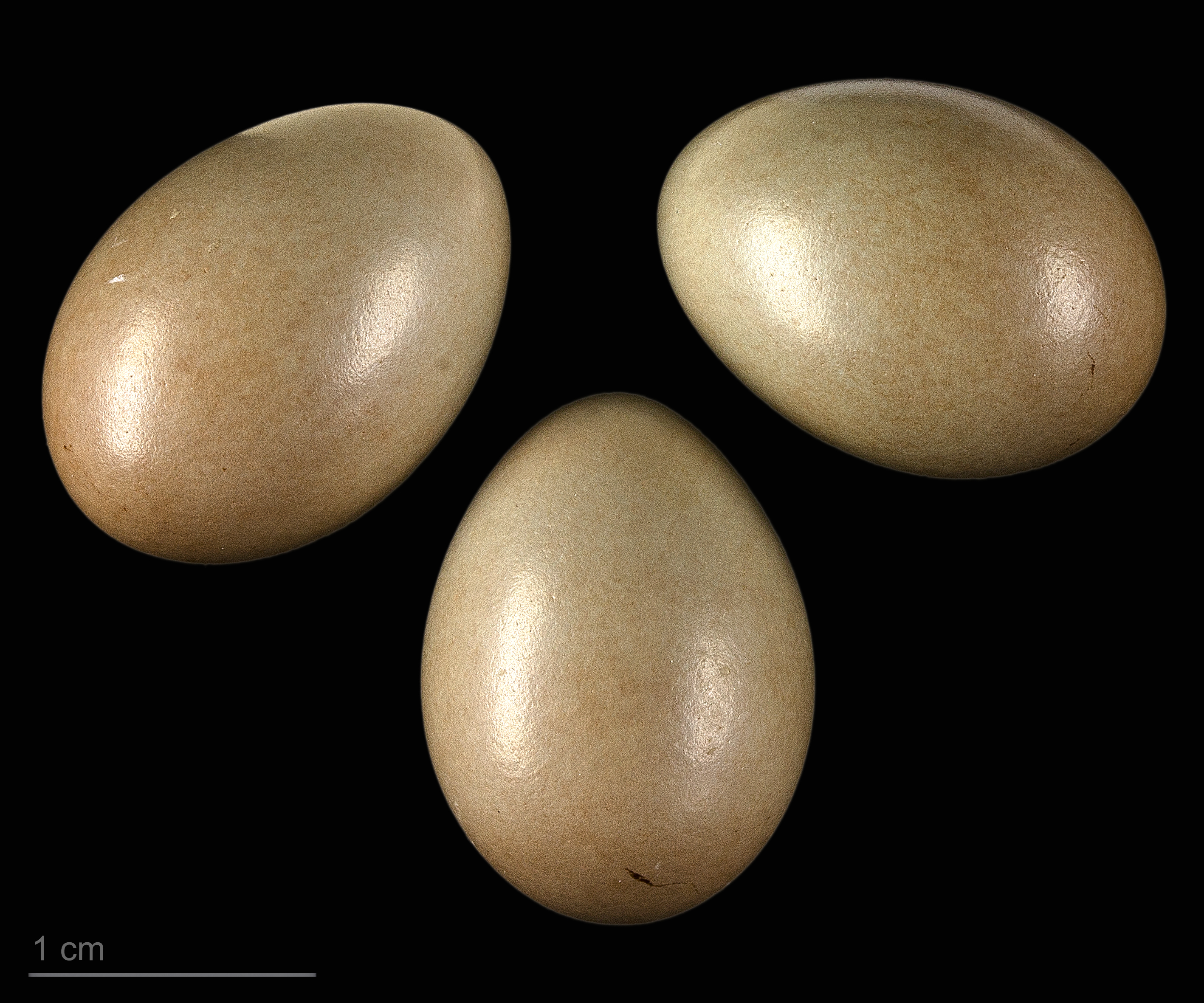
Uova di Luscinia svecica namnetum - Museo di Tolosa

Depone da 4 a 7 uova, che si schiudono dopo due settimane di cova, ed altri 15 giorni ci vogliono per il primo involo dei pulli.

## Distribuzione e habitat
Lo si trova nell'emisfero nord, in tutta Europa, Asia e Africa, sul continente americano solo nel Nord-Ovest. In Italia è possibile vederlo nelle stagioni invernali mentre sverna, oppure durante le migrazioni verso l'Africa. Alcuni esemplari nidificano in maniera discontinua nelle praterie d'alta quota in determinate aree dell'arco alpino.

## Sistematica
Sono note le seguenti sottospecie:
- Luscinia svecica svecica (Linnaeus, 1758)
- Luscinia svecica namnetum Mayaud, 1934
- Luscinia svecica cyanecula (Meisner, 1804)
- Luscinia svecica volgae (Kleinschmidt, 1907)
- Luscinia svecica magna (Zarudny & Loudon, 1904)
- Luscinia svecica pallidogularis (Zarudny, 1897)
- Luscinia svecica abbotti (Richmond, 1896)
- Luscinia svecica saturatior (Sushkin, 1925)
- Luscinia svecica kobdensis (Tugarinov, 1929)
- Luscinia svecica przevalskii (Tugarinov, 1929)